# Abrodiella
Abrodiella is een geslacht van kevers uit de familie van de loopkevers (Carabidae). De wetenschappelijke naam van het geslacht is voor het eerst geldig gepubliceerd in 2002 door Bousquet.

## Soorten
Het geslacht Abrodiella omvat de volgende soorten:
- Abrodiella amoenula (Boheman, 1848)
- Abrodiella pittoresca (Liebke, 1938)